# امتصاص (كهرومغناطيسي)

نفاذية الأشعة الشمسية في طبقات الجو، يلاحظ شدة امتصاص الجو للأشعة عند بعض أطوال الموجة للأشعة الكهرومغناطيسية بما فيها الضوء المرئي. المحور الأفقي: طول موجة الأشعة المختلفة ن القصيرويسارا والطويلة إلى اليمين. يلاحظ شدة امتصاص الجو لبعض أطوال الموجات (المسحات البنية).

في الفيزياء ، امتصاص شعاع كهرومغناطيسي هي عملية تـُمتص فيها طاقة الفوتون من قبل المادة . أو بكلام أدق أكتساب أحد إلكترونات الذرة لطاقة من أحد الفوتونات . تنتقل بنتيجتها الطاقة الكهرومغناطيسية إلى شكل آخر من أشكال الطاقة، مثل الحرارة. ينتج عن امتصاص الأشعة الكهرومغناطيسية (مثل الضوء) خلال نفاذيتها في مادة ضعف في شدة الاشعة الساقطة ويتزايد هذا الضعف في شدة الاشعة بزيادة المسافة المقطوعة خلال المادة، ويسمى ذلك توهين.

## العملية الفيزيائية
عندما تضاء مادة ما، يمكن للفوتونات أن تنقل إلكترونات التكافؤ لذرات المادة إلى مستوى إلكتروني طاقي أعلى وتمتص طاقة الفوتون الساقط . وتتحول طاقة الإشعاع الممتصة إلى طاقة كهربائية كامنة. عدة أشياء يمكن أن تحدث بعدئذ للطاقة الممتصة، فقد يعيد إصدارها الإلكترون في هيئة فوتون تساوي طاقته طاقة الفوتون الأصلي (تمثل تلك الحالة حالة تبعثر الضوء) ، أو قد يتحرر الإلكترون من سطح المادة (إذا كانت طاقة الفوتونات الأصلية عالية) كما في حالة المفعول الكهرضوئي أو تأثير كومبتون).
تعتمد خاصية الامتصاص المادة للضوء على طول موجة الضوء، حيث توجد في ذرات المواد طبقات طاقة مشابهة لطاقة الفوتون الساقط فيمتصها أحد الإلكترونات . وهذا يؤدي إلى ظهور لون الخضب التي تمتص انتقائيا بعض الأطوال الموجية وليس البعض الآخر.

## قياسات كمية
تقدر كمية امتصاصية جسم ما بكمية امتصاص الضوء الساقط عليه (لا تُمْتَصُّ جميع الفوتونات الساقطة، فبعضها تنعكس أو تنكسر). وقد يتعلق هذا مع خصائص أخرى للجسم من خلال قانون بير لامبرت.
تسمح القياسات الدقيقة للامتصاصية بتحديد هوية المادة باستخدام طيفيات الامتصاص، حيث تُضَاء المادة من جهة واحدة، وتقاس شدة الضوء الخارجة من العينة في كل الاتجاهات.

## امتصاص الأشعة الكهرومغناطيسية على سطح الأرض
تتضمن ظاهرة امتصاص الأشعة الكهرومغناطيسية على سطح الأرض عدة نواحي هامة. فهي تضبط درجة حرارة القشرة الأرضية، ودرجة حرارة المياه السطحية، والغلاف الجوي المنخفض. التغيرات في القشرة الأرضية مثل الأنهار الجليدية، و إزالة الغابات، و ذوبان الثلج القطبي سوف يعدل كمية وانتقائية امتصاص الأشعة الكهرومغناطيسية على سطح الأرض، وبالتالي فإن التغيرات المناخية مثل الاحترار العالمي، سيتصاحب مع تغيرات في امتصاص الأشعة المهرومغناطيسية أو انعكاسها albedoا. حُلِّلَ تنظيم درجة الحرارة للمياه السطحية بحسب تأثير امتصاص الأشعة الكهرومغناطيسية، وأظهرت النتائج تأثيرات التشميس وانعكاس موضعي.

## اقرأ أيضا
- امتصاص رنيني
- مقطع تصادم (فيزياء)
- مقطع نووي
- مقطع نيوتروني
- حافة كومبتون
- تأثير كومبتون
- نفاذية (علم البصريات)
- توهين
- طيف امتصاص
- حيود